# Чернавка (река, Большеохтинское кладбище)
Чернавка (швед. Lilja Svartbäcken) — остатки небольшой реки в Санкт-Петербурге на Большеохтинском кладбище.

## История

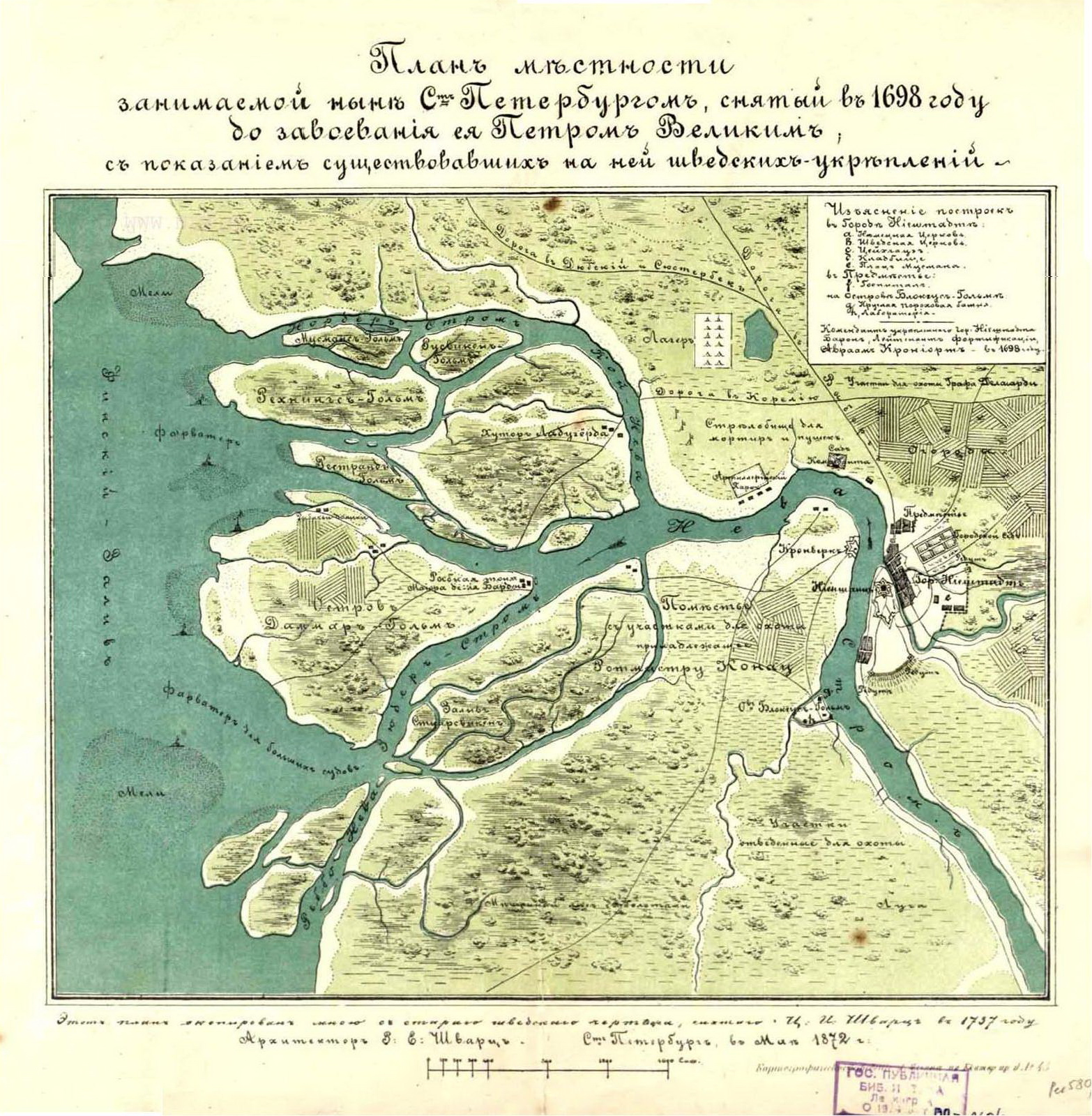
План местности, занятой впоследствии Петербургом. Составлен в 1698 комендантом крепости Ниеншанц Авраамом Крониортом, перевод Ц. И. Шварца, 1737 г. Хорошо видна река Чернавка, разделяющая город Ниен и впадающая в Охту около ее устья напротив крепости Ниеншанц

Река Чернавка на карте Петрограда 1916 года

Когда-то река Чернавка вытекала из болот, что располагались на месте современного Полюстровского парка, и впадала в реку Охту по правому берегу примерно в 250 метрах от устья в районе современной Красногвардейской площади. Своё название она получила по тёмному цвету воды.
В начале XVII века в устье этой реки, которая звалась по-шведски Lilja Svartbäcken ('Маленькая чёрная река'), стоял город Ниен (Ниенштадт). При впадении её в Охту (в те времена — Svartbäcken (Чёрная река)) река достигала двенадцатиметровой ширины, через неё был построен мост, на её правом берегу где проживали шведы, находилась Рыночная площадь и стояла ратуша города, а выше на том же берегу находилась лютеранская церковь и школа. На другом берегу реки жили финны-ингерманландцы.

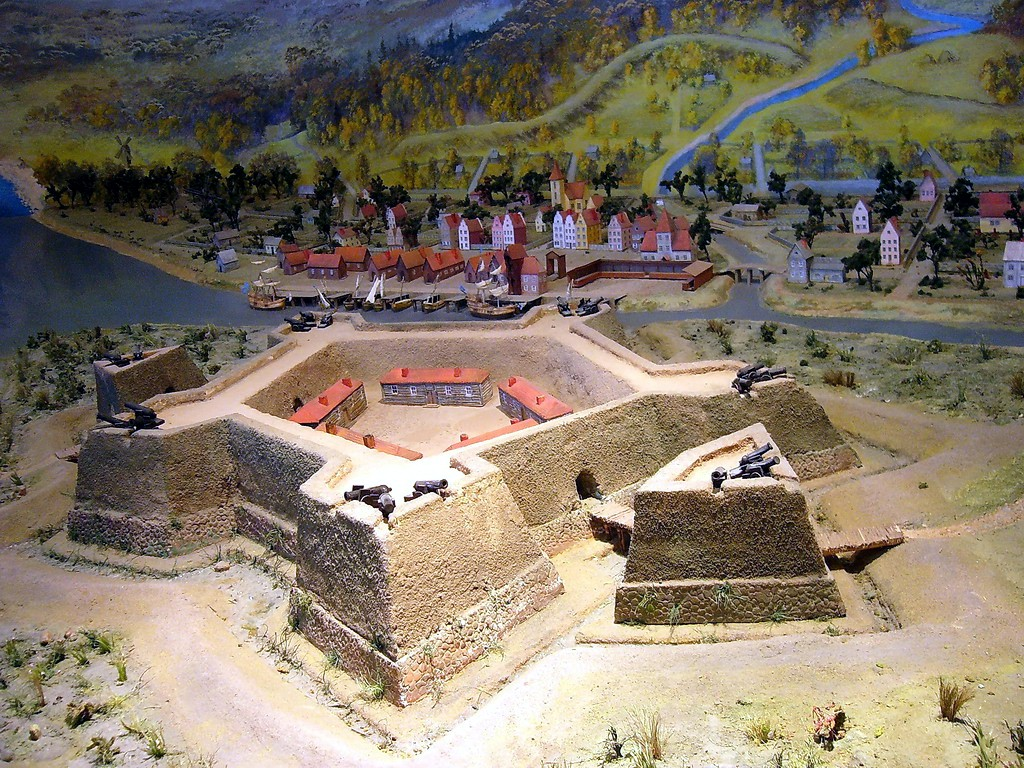
Макет Крепости Ниеншанц и города Ниенштадт, на котором хорошо видна река Чернавка и мост при впадении её в Охту

В начале XVIII века в районе устья реки Охты по указу Петра I было устроено поселение приезжих вольных плотников, работавших на городских верфях. Их приходская церковь во имя Иосифа Древодела, покровителя плотников, была построена в 1725 году на берегу реки Чернавки по проекту архитектора Потёмкина. Через два года на противоположном берегу Чернавки было обустроено кладбище (в будущем на этой же реке было сооружено ещё несколько храмов, на левом берегу располагались дворы церковного причта). В 1732 году Синод предписал использовать Охтинское кладбище как общегородское. К концу века, в связи с прошедшими эпидемиями оспы и тифа оно оказалось переполнено. 16 мая 1773 года рядом с Охтинским, также на берегу Чернавки, было открыто новое кладбище — Георгиевское, впоследствии получившее название Большеохтинского, существующее и в настоящее время.
В XIX веке, по мере роста Петербурга и благоустройства территории, верховья этой реки были засыпаны (район современных улицы Маршала Тухачевского, улицы Большой Пороховской, проспекта Энергетиков). После этого длина реки сократилась примерно до 2 километров, ширина её у устья доходила до 12 метров, а глубина — до 1 метра. В середине XX века было полностью засыпано нижнее и часть среднего течения Чернавки (район Якорной улицы и проспекта Металлистов).

## Географические сведения
До настоящего времени сохранился фрагмент русла реки Чернавки на Большеохтинском кладбище. Длина этого участка реки составляет порядка 520 метров.
Через реку перекинут один деревянный пешеходный мост.